# 布里恩茨附近施万登

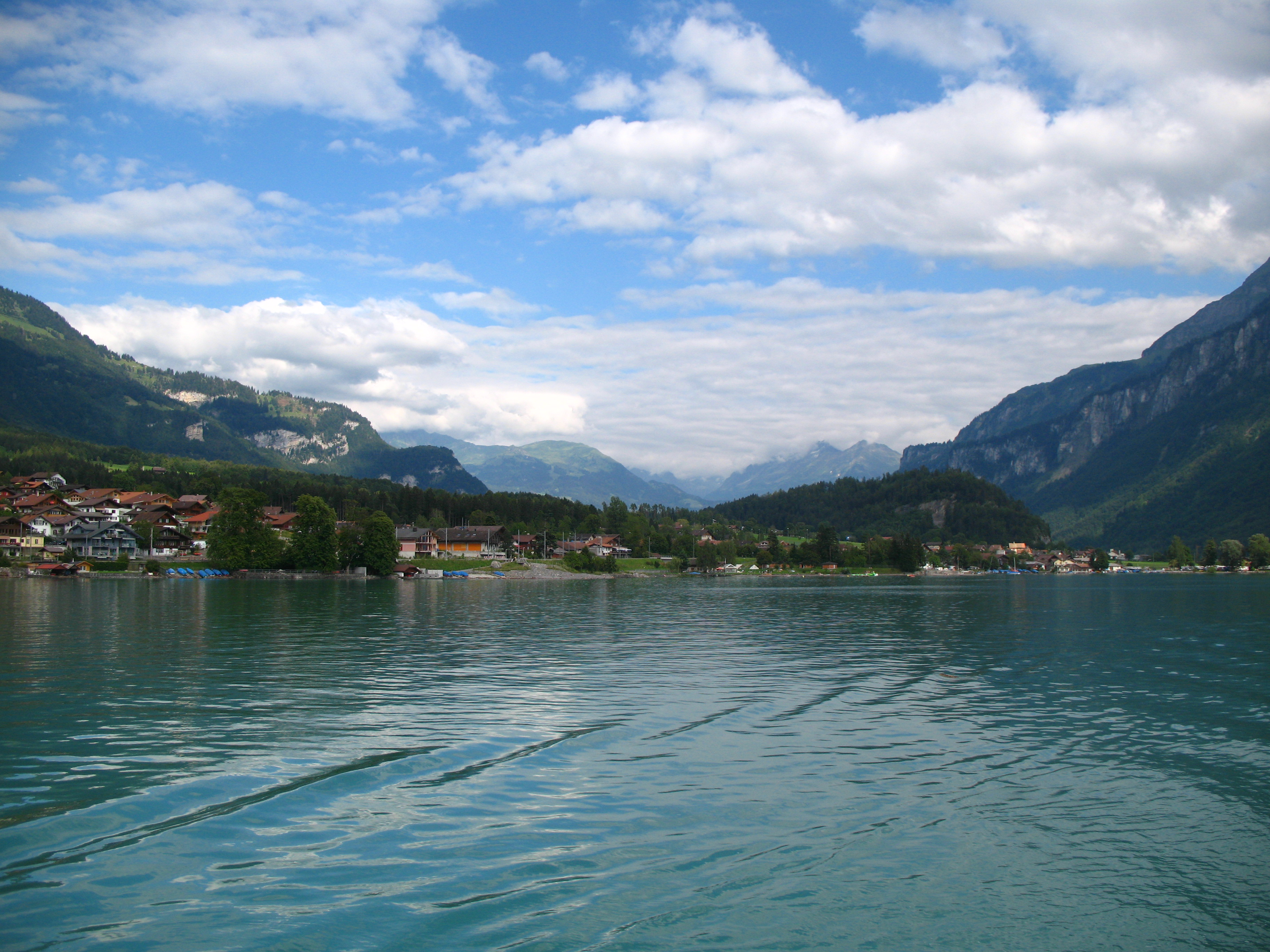

布里恩茨附近施万登（德语：Schwanden bei Brienz）是瑞士的城鎮，位於該國中西部，由伯恩州負責管轄，面積7.02平方公里，海拔高度659米，2011年人口593，七成半人口信奉基督教，人口密度每平方公里84人。